# 北信景
北 信景（きた のぶかげ）は、安土桃山時代から江戸時代初期にかけての武将。通称は十左衛門、名は信連、愛信とも伝わる。後に直吉と改名した。

## 生涯
南部氏家臣・桜庭光康の子で、後に南部氏の宿老であった母方の伯父の北信愛の養子となる。
父と同じく南部氏に仕え、慶長5年（1600年）の関ヶ原の戦いでは、養父・信愛の守備する花巻城が伊達政宗に煽動された和賀忠親の一揆（岩崎一揆）によって包囲された際、これを救援して一揆勢を撃退している。この時の功績で主君の南部利直より諱の一字を拝領し、直吉と名乗った。また白根金山を発見しその奉行となって盛岡藩の財政に貢献したが、主君の利直とは仲が悪く、のちにそれが原因で出奔した。
慶長19年（1614年）からの大坂の陣では豊臣氏に味方し、南部十左衛門信景と名乗り、派手な甲冑を身に付けて活躍したことから「南部の光り武者」と称された。大坂の陣後、伊勢で捕らえられて南部家に引き渡され、盛岡で利直自らの手により処刑された。

## 逸話
- 利直が江戸幕府から信景の出自について説明するよう求められた際、信景の父親を信愛のいとこの北太郎佐衛門という故人であるとしており、閉門処分を避けるため桜庭家の系図を改変、隠蔽した疑いがある。
- 信景出奔の原因として『祐清私記』は以下のような話を伝えている。ある時利直の朝食に大豆程の小石が混じっており、また汁には大きな魚の骨が入っていたことがあった。大いに怒った利直は、信景の息子で側仕えの北十蔵に料理人を討つよう命じた。まだ元服前の十蔵は不安に思ったが上意では拒むことも出来ず、料理人を討つが自身も大怪我を負い、この傷がもとで亡くなった。息子を失った信景は嘆き悲しみ、屋敷に引き籠り出仕しなくなってしまい、これに怒った利直に閉門を命じられ、後に出奔して高野山に登ったという。
- しかしながら、南部家が信景を大坂城に送り込んで、徳川氏との二股がけをしていたという説[要出典]もあり、上に挙げた話がどこまで真実なのかは分らない。
- 同じく『祐清私記』には信景が金山奉行として京・伏見・大坂・駿府・江戸等の蔵に十二万両ずつもの蓄えがあったこと、大坂入城に際し豊臣秀頼に弓五百張り、金箔塗りで自身の名が書かれた矢を一万本も贈ったことが書かれている。さらに『篤焉家訓』には信景が堺で造らせた鉄砲数百挺を大坂城に持ち込んだという記述がある。多分に誇張されているかもしれないが、当時いかに盛岡藩が金山からの収入で潤っていたかを物語る逸話と言えるかもしれない。

## 関連作品
- 海音寺潮五郎 『南部十左衛門』(文春文庫『剣と笛』収録)